# Estigma (religió)

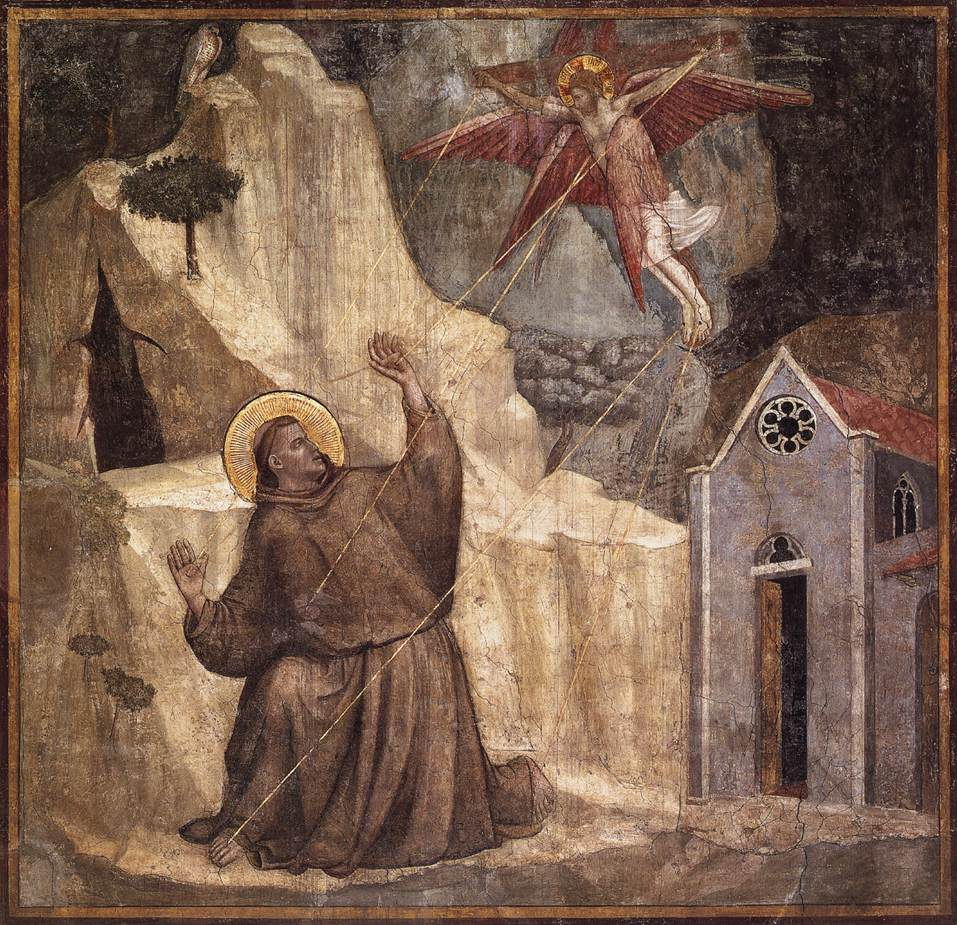
Estigmatització de sant Francesc, per Giotto di Bondone

Els estigmes (del llatí stigma, i del grec στίγμα) són senyals o marques que apareixen en el cos d'algunes persones, quasi sempre devotes cristianes. Les diverses confessions cristianes consideren que poden ser d'origen sobrenatural, un do de Déu o una intervenció diabòlica, o causades pel mateix subjecte que les porta, ja sigui intencionalment o per raons d'origen psicosomàtic, on la persona en qüestió és tan religiosa que el seu cos, espontàniament, desenvolupa ferides semblants als estigmes, com reacció als seus processos mentals.